# فوزي أوصديق
فوزي أوصديق رجل قانون جزائري من مواليد 21 يناير 1963 بمدينة القبة بالجزائر، وللرجل عدة إسهامات في المجال القانوني وكذا دعم الكثير من القضايا العادلة دوليا ومحليا حيث أنه احتل العديد من المناصب في مجال حقوق الإنسان وكانت له العديد من المواقف التي أهلته إلى أن يكون شخصية قانونية بارزة.

## نشأته
ولد بالجزائر وترعرع بالقبة من أسرة ثورية ومن أشهر العائلات والده سي الهاشمي والوالدة رحمها الله وأصلهم من عين الحمام تيزي وزو.
درس الابتدائية في مدرسة مليكة خرشي في القبة ومتوسطة الأمير خالد القبة تم ثانوية الإخوان حامية القبة القديمة والدراسة الجامعية في بن عكنون كلية الحقوق وجامعة عين الشمس في مصر دبلوم القانون العام والقانون الدولي ورسالة الدكتوراه من جامعة وهران مع الأستاذ مهدي مصطفي.
كما أتم الدراسة في المعهد العالي لعلوم الأجرام بسراكوزة سيسيلة إيطالية مع الأستاذ شريف ارزقة بسيوني 
و المعهد الدولي لحقوق الإنسان بستراسبورغ فرنساوتحصل علي دبلوم عالي.

## المسار المهني
- عميد سابق لكلية الحقوق بجامعة البليدة.
- رئيس المنتدي الإسلامي للقانون الدولي الإنساني على مستوى اللجنة الإسلامية للهلال الدولي (منظمة التعاون الإسلامي)
- رئيس تحرير مجلة الوصية والمندى الإسلامي للدراسات القانونية بالجزائر.
- مدير العلاقات الدولية والقانون الدولي الإنساني الهلال الأحمر القطري.
- عضو اللجنة الوطنية للقانون الدولي الإنساني بدولة قطر.
- عضو المعهد الدولي للقانون الدولي الإنساني سان ريمون.
- رئيس الحملة الدولية لإطلاق سامي الحاج.
- أحد مؤسسي للجنة العربية للدفاع عن الصحافيين.
- أحد مؤسسي قسم الحقوق والحريات بقناة الجزيرة الاخبارية.
- خبير قانوني في لجنة إعداد دستور دولة قطر سابقا.
- خبير في العديد من اللجان الدولية.
- له العديد من الؤلفات في القانون الدستوري.
- ساهم في صياغة القانون الدولي للكوارث.
- أستاذ زائر في العديد من الجامعات الدولية.
- اشرف علي العديد من المذكرات ورسائل الماجستير والدكتوراه تزيد عن 100.
- حاظر في العديد من الجامعات العريقة سواء في ماليزية أوغندا المالديف لندن بغداد المغرب موريتانيا.
- عضو في مجلس أمناء للعديد من الجامعات.
- ساهم في إرساء العديد من البرامج في بعض الجامعات.
- له ما لا يقل عن 23 كتاب في القانون وترجمة العديد منها.
- حاصل على أعلي وسام دولة البنين.

en :Constitutional law

### مؤلفاته
- الوافي في شرح القانون الدستوري 3 أجزاء.
- نبداء التدخل والسيادة.
- دراسات دستورية.
- الوجيز في العلاقات الدولية.
- النظام الدستوري في دولة الأمير عبد القادر.
- محطات في تاريخ الحركة الإسلامية بالجزائر.
- الوسيط في القانون الدستوري 3 أجزاء.
- مدخل للقانون الدولي الإنساني والشريعة الإسلامية
- الحقوق والحريات.
- الداعية زينب الغزالي مسيرة جهاد وحديت من الذكريات.
- هموم المرأة المسلمة.
- Étude constitutionnel

## النشاط الإعلامي
له العديد من الإسهامات الإعلامية في الجزائر وخارجها بمقالات وتحليلات داخليا وخارجيا وقد بدأ خطواته الأولى في مصر في جريدة اللواء الإسلامي والاعتصام ثم في الجزائر في جرية الشعب مع الأستاذ سليم قلاله 
وله عمود أسبوعي في جريدة الشروق الجزائرية.

### المجال الإنساني
- ساهم في الاستراتيجية العالمية الخاصة بالروابط العائلية علي مستوي لجنة الدولية للصليب الأحمر.
- عمل كتيرا في المجال الإنساني سواء من خلال نشر وترقية القانون الدولي الإنساني عبر العالم.
- ساهم في صياغة دستور الاتحاد الدولي لجمعيات الصليب الأحمر والهلال الأحمر.
- في الجزائر بدايته كانت مع الإرشاد والإصلاح مع الشيخ بوسليناتي.
- سفير النويا الحسنة وداعم للعديد من الجمعيات الخيرية والإنسانية في العالم.
- حاصل على أعلي وسام الصليب الأحمر الفنزويلي، البنين، غنيا، كوناكري، الطوغو.
- ساهم في الهلال الأحمر الجزائري سابقا كمستشار للقانون الدولي الإنساني.

## أداب الرحلات
لقد زار الدكتور فوزي اوصديق العديد من الدول والتقي بالعديد من الرؤساء والملوك وتم تدوينها في عموده باسم بساط الريح، وهي أزيد من 90 دولة.
- كتاب في طور الإعداد باسم بساط الريح رحلات إنسانية عن دار الفاروق.

الدكتور معروف لدي الأفريقيين باسم مسيو افريك للعلاقات المتشعبة والمساعدات العديدة المقدمةً للقارة.

## عضوية الجمعيات العلمية
- عضو في العديد من الجمعيات الأكاديمية العلمية والطوعية أو الخيرية.
- عضو في المعهد الدولي للقانون الدولي الإنساني بسان ريمون وقد أدخل اللغة العربية في المائدة المستديرة مدير الدورة العربية.
- عضو مؤسس للعديد من مسابقات المحاكم الصورية سواء في الجامعة الإسلامية أو العالمية باغندة.
- عضو استشاري في مجلس العائلات الدينية بالصليب الأحمر السنغال.
- عضو مؤسس للجنة العربية للدفاع عن الصحافيين.
- الدكتور فوزي اوصديق معروف بحيويته ونشاطه المستمر ودفاعه ومناصرته لقظايا المجتمع والقضايا العالمية.
- أسس لجنة دولية للدفاع عن الصحافي ساني الحاج المعتقل في السجن سيئ السمعة غوانتناموا مع ثلث من الصحافيين.
- أسس حملة المليون توقيع من اجل مناصرة الشعب المسلم في رونغة بإقليم أركان بمينمار مع مؤسسة المعارج وفورم وغيرها من الجمعيات الأخري.
- صاحب المبادرة مع الأستاذ مصطفي خياطي وسليمة سواكري من اجل جزائر خالية من المخدرات.
- عضو في العديد من المجلات القانونية.

### الوصلات الخارجية
- القانون الدستوري / فوزي أوصديق   http://www.youtube.com/watch?v=JyjmoeKdTvc
- تقديم الكتاب: القانون الدولي الإنساني  http://www.youtube.com/watch?v=QGxwFOsL3zM
- ندوة القانون الدولى الإنسانى.... رؤية إسلامية http://www.youtube.com/watch?v=R8BPIyHNbl8
- الدستور السوري الجديد. تصعيد أزمة أم عامل استقرار http://www.youtube.com/watch?v=7Evt42BsA9Q
- يوميات مثقف جزائري د.أوصديق (البُلَيدة)1/2  http://www.youtube.com/watch?v=Gk84XyYRyr8
- يوميات مثقف جزائري د.أوصديق (البُلَيدة)2/2  http://www.youtube.com/watch?v=SNBShGHJeKQ
- فوزي أو صديق الحجاب والحكومة الجزائرية  http://www.youtube.com/watch?v=pbps6M6xnF4
- كتابي كتابك-د.فوزي-الروائية أحلام -الإعلامية خديجة http://www.youtube.com/watch?v=UeT4HKQ8-qE
- مقابلة د. فوزي أوصديق على قناة الجزيرة 15-02-2012 http://www.youtube.com/watch?v=EG89-G7uGxA
- مقابلة د. فوزي أوصديق على قناة الجزيرة 08/02/2012 http://www.youtube.com/watch?v=GALkVgk4CV0
- المنتدى الإسلامي وكلية القانون يقيمان محكمة صورية http://www.youtube.com/watch?v=z_WwRH5Y4_g
- Invité du jour Dr Fawzi OUSSEDI Président DIH http://www.youtube.com/watch?v=mkrxmYyugIk
- Dr Oussedik Fawzi Africable TV   http://www.youtube.com/watch?v=V3mptdsT_TY
- Dr Fawzi      http://www.youtube.com/watch?v=LMXrmDubjqc